# Asylet (Oslo)

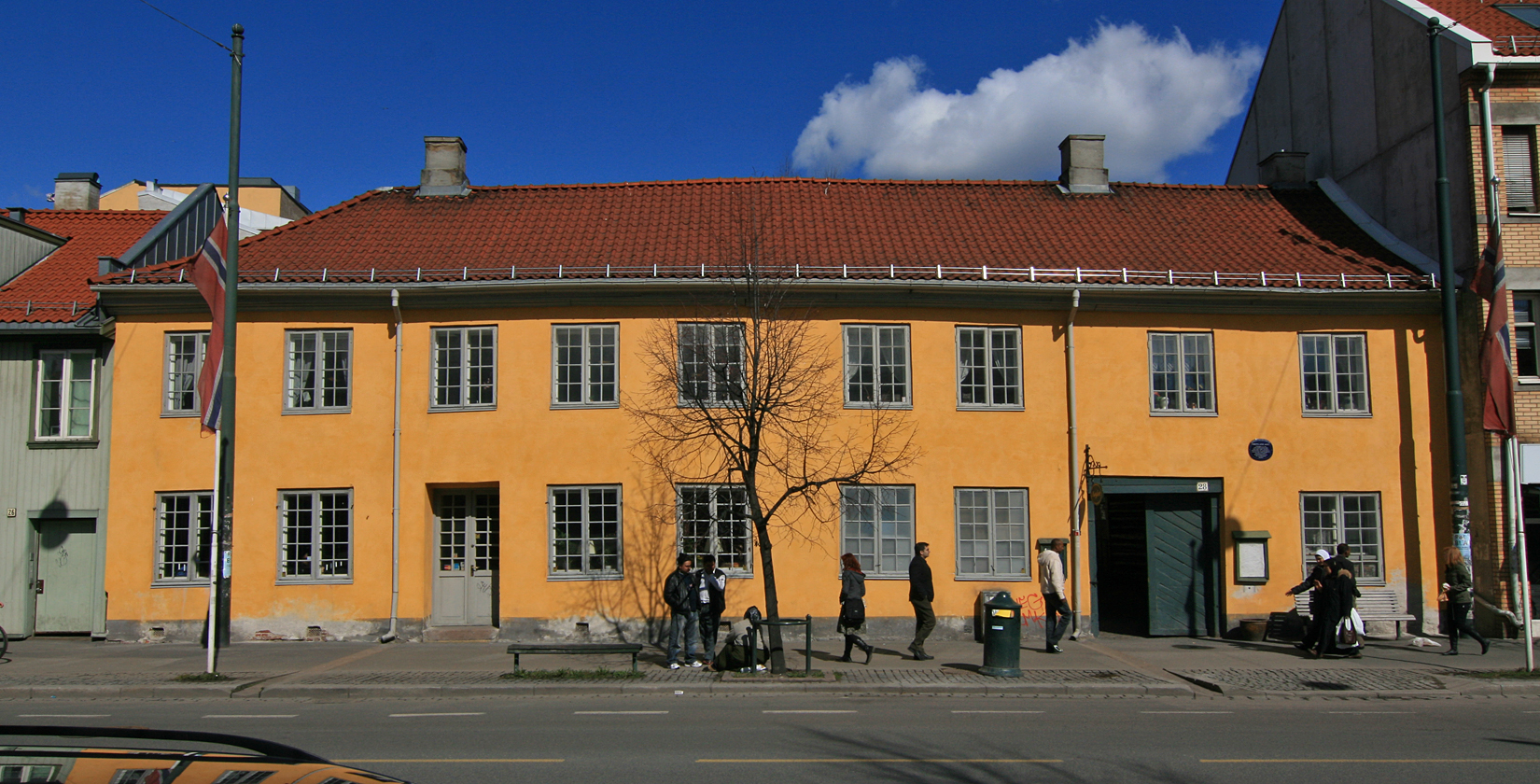
Asylet i Oslo

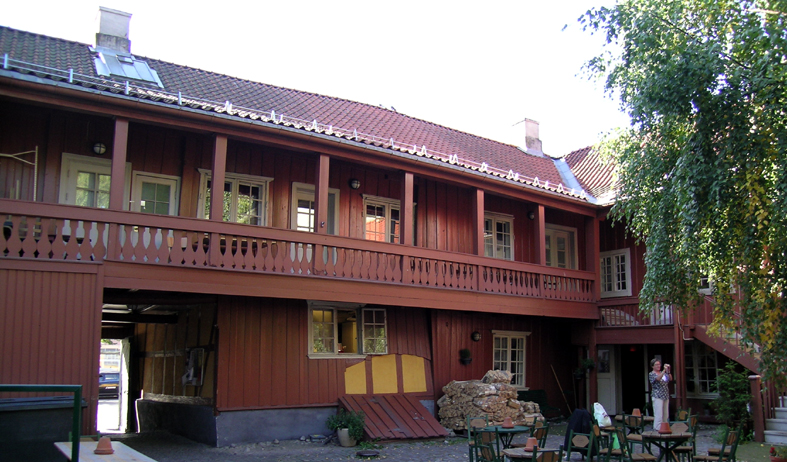
Från bakgården

Asylet är det populära namnet på en byggnad i området Grønland i Oslo med adressen Grønland 28. Byggnaden kallas också Kommunalgården. 
Asylet byggdes som en så kallad köpmansgård omkring år 1730 genom timring och av korsvirke, och med putsad fasad. Asylet byggdes ut år 1798. Huset var ett barnasyl under åren 1839–1865, och sjukhus mellan år 1868 och 1903. Under perioden 1903 till 1965 användes byggnaden till ett ålderdomshem. Huset har också betjänat som tingshus och banklokal. 
Byggnaden fredades år 1967 och har varit ett bydelshus sedan 1982. Idag drives det café och restaurang, och diverse kontor och verkstäder finns lokaliserade i byggnaden. 